# Not to Touch the Earth
Not to Touch the Earth è un singolo dei The Doors, inserito nel loro album Waiting for the Sun. Ha origine da una raccolta di poesie di Jim Morrison intitolata Celebration of the Lizard. Una registrazione completa di quest'ultima fu tentata alle sessioni per l'album, ma solo il passaggio musicale Not to Touch the Earth era ritenuto adatto per la pubblicazione. Così la poesia fu pubblicata sulla copertina dell'album in forma scritta. La raccolta completa di tali poesie fu realizzata solamente nel 2003 sulla compilation Legacy: The Absolute Best.
I Deceased hanno pubblicato una loro versione della canzone intitolata Queens of the Stone Age.

## Influenze
La canzone comincia con le parole: «Not to touch the earth, not to see the sun... » ("Non per toccare la terra, non per vedere il sole..."). Queste parole vengono dal sessantesimo capitolo del saggio Il ramo d'oro dell'antropologo scozzese James Frazer. Il capitolo si intitola Between Heaven and Earth (Tra il paradiso e la terra), e il primo sottocapitolo è intitolato Not to Touch the Earth, e il secondo Not to See the Sun; il lavoro di Frazer influì su Morrison, secondo la biografia Nessuno uscirà vivo di qui.